# Алелопатија
Алелопатија (грч. аllelon - наизменичан, грч. pathos - утицај) је процес у ком организам производи хемикалије које утичу на раст, опстанак и репродукцију других организама. Ове хемикалије се заједничким именом називају алелохемикалије и представљају секундарне продукте метаболизма (нису потребни за основне животне процесе као што су раст и размножавање). Њихов утицај може бити позитиван или негативан (последњи је значајан и као вид одбране биљака од биљоједа).
Јавља се код одређених биљака, алги, бактерија, корала и гљива.

## Етимологија
Термин алелопатије увео је швајцарски ботаничар Огистен де Кандол (фр. Augustin Pyramus de Candolle) 1832. године као билошку дисциплину која се бави биљним интеракцијама, односно биохемијским деловањем материја, које производе биљке. Доста касније, чешко-аустријски ботаничар Ханс Молиш је 1937. године искористио термин алелопатије да укључи и негативне и позитивне биохемијске интеракције. Дефиниција је након тога прихваћена од стране многих научника, па се као таква и данас користи у научној литератури.
Последњих неколико деценија интензивирала су се научна истраживања из области алелопатије, пре свега проучавања биохемијских интеракција између биљака у природном и вештачком екосистему.

## Примери
Црни орах (Juglans nigra) производи алелохемикалију југлон у корену, листу и љусци плода, која се понаша као респираторни инхибитор. Токсичност је селективног типа, тако да на неке врсте утиче фатално, као нпр брезу (Betula papyrifera), док на друге нема никакав утицај, као на црвени јавор. Такође изазива иритацију коже код људи.
Летњи чемпрес (лат. Kochia scoparia) може успорити раст пшенице ако никне пре ње.
Пиринач (Oryza sativa), посебно варијетет јaponica веома интензивно лучи алелохемикалије за одбрану од коровских биљака, због чега се на њему базирају многа истаживања у пољу природних хербицида.
Калистемон (Callistemon citrinus) у свом корену ствара фитотоксин лептоспермон који је ензимски инхибитор. По угледу на њега створен је комерцијални синтетички хербицид мезотрион који уништава широколисне коровске биљке.

## Употреба
Неке од поменутих биљака, као и многе друге које садрже пожељне фитотоксине, могу се комбиновати са усевима и тако на природан начин контролисати раст корова и штетних микроорганизама. Неке од испитиваних биљака које дају добре резултате као антиисектицидне-антинематодне су ним (лат. Azadirachta indica), бухач (лат. Chrysanthemum cinerariifolium) и Chrysanthemum coccineum (под заједничким називом пиретрин (лат. Pyrethrum), како се назива и сам инсектицид добијен из цветова ових биљака), Црна слачица (лат. Brassica nigra), Бела слачица (лат. Sinapis alba) и многе друге. Познато је да сејтан (пшенични глутен) спречава појаву многих врста коровских биљака.
Производња синтетичких фитотоксина по угледу на природне још увек је у повоју.